# Isabel Olesti
Isabel Olesti Prats (Reus, Tarragona, 12 de abril de 1957) es una bailarina, escritora, periodista y gestora cultura española. Su obra literaria está escrita en catalán.
Se dedicó profesionalmente a la danza contemporánea hasta 1995. Su primer libro de cuentos, Desfici, obtuvo el Premio Andròmina 1988. Después publicó la recopilación de cuentos Dibuix de dona amb ocells blancs con la que ganó el Premio Josep Pla 1995, y las novelas L'aire groc, El marit invisible, El festí de Nàpols, La muntanya dels secrets y La pell de l'agua. 
Colabora habitualmente en la prensa con artículos de opinión y crónicas. Ha escrito en El Temps, Diari de Tarragona, El Observador, Reus Diari, Diari de Barcelona, Presència, Avui, Interviú y El País. 
Formó parte del colectivo Germanes Quintana. Actualmente es gestora de proyectos literarios, como el festival de poesía Taca d'oli, en Reus (y posteriormente en Vilaseca), Racons de Poesia, Contes de nit (lectura de cuentos del libro Dibuix de dona amb ocells blancs acompañados de música), Una tarda amb Ferrater (encuentro en torno a Ferrater en Mas Picarany de l'Almoster), Hotel París (recital del poemario de Estellés en el Hotel París de Barcelona) o La lluna de la Mussara (encuentro el primer sábado de agosto en torno a la poesía y la naturaleza en el pueblo abandonado de la Mussara, en el Baix Camp), Un dia amb... (encuentro con un escritor durante un día en Arts Santa Mónica de BCN). 
También publica críticas literarias en el Diari de Tarragona.

## Obra

### Narrativa breve
- 1988 Desfici
- 1995 Dibuix de dona amb ocells
- 2003 Tancat per vacances (obra colectiva con Sebastià Alzamora, Lluís Calvo, Miquel de Palol, Gemma Lienas, Andreu Martín, Eva Piquer, Maria Mercè Roca, Care Santos y Lluís Maria Todó).
- 2022  Àlbum d'amors complicats

### Novela
- 1996 L'aire groc
- 1999 El marit invisible
- 2002 El festí de Nàpols
- 2005 La muntanya dels secrets
- 2012 La pell de l'aigua

### Biografía
- 2005 Nou dones i una guerra: les dones del 36

## Premios
- 1988 Premio Andròmina de narrativa por Desfici
- 1995 Premio Josep Pla por Dibuix de dona amb ocells
- 2012 Premio Mallorca por La pell de l'aigua
- 2022 Premi de Narrativa Ciutat de Reus por Àlbum d'amors complicats